# Jacinta Coleman
Pour les articles homonymes, voir Coleman.
Jacinta Joan Gray, née Coleman le 17 juillet 1974 à Auckland et décédée le 27 juin 2017 à Tauranga, est une ancienne coureuse cycliste néo-zélandaise.

## Biographie
Jacinta Coleman est née à Auckland le 17 juillet 1974, elle est la fille de Brian et Sandra Coleman. Elle a épousé le cycliste australien Jay Sweet, ensemble ils ont eu un fils nommé Max, mais ont divorcé par la suite. En 2009, elle a épousé James Gray et le couple a eu deux enfants, Rory et Scarlett.
Jacinta s'est éteinte le 27 juin 2017 d'un cancer colorectal à l'âge de 42 ans.

## Palmarès sur route

### Jeux olympiques
- Sydney 2000
  - 18e de la course en ligne

### Par années
- 1997
  - 2e de Fitchburg Longsjo Classic
- 1998
  - 10e de la course en ligne des Jeux du Commonwealth
- 1999
  - 2e étape du Tour de la Drôme
  - 2e de Stausee Rundfahrt - Klingnau
- 2000
  - 3e étape de Albstadt Etappenrennen
  - 2e de Albstadt Etappenrennen  
  - 3e du GP Kanton Aargau
  - 3e du Tour de Nürnberger Altstadt

### Grands tours

#### La Grande Boucle
- 1999 : 66e